# فريترا (أسطورة)

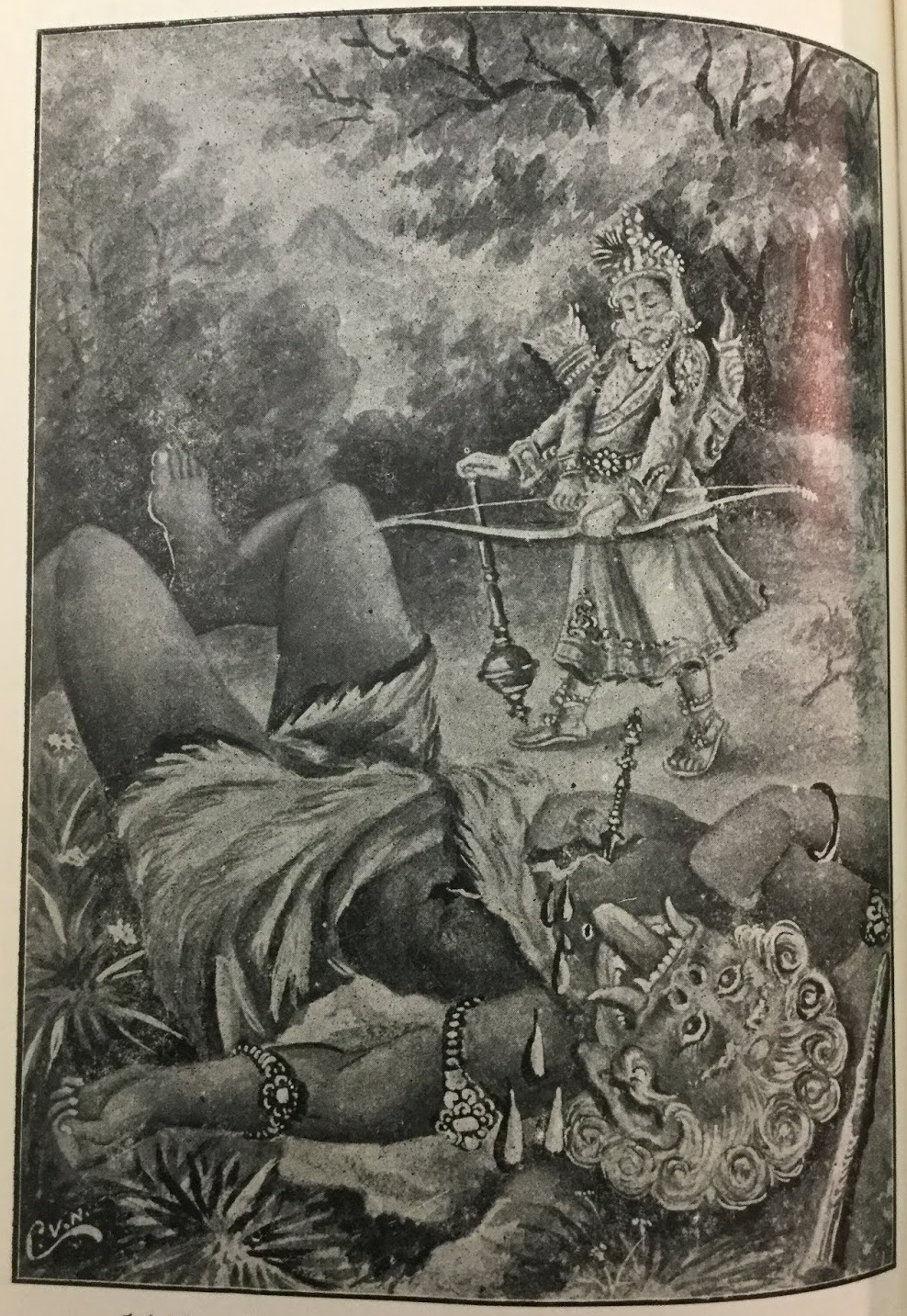
إندرا يقتل فرتيراسورا – قصة من الريج فيدا مذكورة في البهاجافاتا، من كتاب عمره 100 عام محفوظ في المكتبة البريطانية

فريترا أو حية الظلام (بالإنجليزية: Vritra)‏، (السنسكريتية: वृत्र) هو ثعبان أو تنين، تجسيد للجفاف وخصم إندرا. عرف فريترا أيضًا في الفيدا باسم أهاي (بالإنجليزية: Ahi)‏، (السنسكريتية: अहि، "ثعبان"). يظهر كتنين يحجب مجرى الأنهار ويقتل إندرا ببطولته. يصور بأنه غول ضخم، دراغون أو أفعوان، متعطش للغيوم الماطرة. وعندما التقى إندرا وفریتران تغلب دراغون، فهرب إندرا ونصحوه أن يسالم عدوه. إلا أن فشنو في المستقبل سوف يهب لنجدته. وقد وضع فریترا بنود المعاهدة، فمع أنه يجب الا يهاجم، لا في الليل ولا في النهار، أو بسلاح خشبي أو حجري أو حديدي، أو أي شيء رطب أو يابس، فوافق إندرا.
وعندما كان إندرا في يوم من الأيام في البحر عند الغسق رای فریترا قريبا منه، فظهرت كتلة هائلة من الزبد. أمسك إندرا الزبد بیده وقتل الدارغون الوحش لكن الجميع عرفوا أن فشنو تجسد في الزيد.
وبقدرة شراب السوما كان إندرا يطير في الفضاء ويصوب سلاحه ضد فريترا. أما هذا فكان يلجأ إلى قدرته السحرية ويغلف نفسه بالضباب وينقض بكل قامته على مهاجمه ولكن إندرا کشف حيلته وعرف الأشكال المختلفة التي يختبئ فريترا وراءها. وكان يراقب مواضع ضعفه ويصوب سلاحه إليها، فشق جسده، كما يشق البرق الشجرة وقطعه اربا، وقطع رأسه وألقاه تحت حوافر خيله بعد ذلك مضي إندرا إلى الموضع الذي حبست فيه سيول المياه. فأخذ يقطع الغيوم، كما يفلق النجار قطع الخشب، حتى وصل إلى المياه، فأطلقها تنصب على الأرض دون أي عائق، ثم غادر حلبة القتال بسرعة وفريترا ملقي، لا يجرؤ أحد من الشياطين أن يعترض سيره.
هذا الصراع لم يحدث مرة واحدة فقط، بل إنه يتجدد، لتحرير مجاري المياه من قبضة شيطان الجفاف، فيعيد إلى البشر، كما حصل ذلك في بدء الخلق، النور والشمس والفجر. فيكون صراع إندرا موجها ضد شياطين الجفاف وضد قوات الظلام.